# Sailor Suit and Machine Gun (película)
Sailor Suit and Machine Gun (セーラー服と機関銃 Sērā-fuku to kikanjū?) es una película japonesa de 1981, dirigida por Shinji Sōmai y con la idol Hiroko Yakushimaru en el papel principal. Está basada en la novela del mismo nombre escrita por Jirō Akagawa. La película es una sátira del cine de yakuzas, y la trama gira en torno a una delincuente adolescente llamada Izumi Hoshi, que hereda el clan de yakuzas de su padre. El título hace referencia a una escena en la que la protagonista dispara a varios miembros de un clan rival con un subfusil mientras viste un uniforme escolar tradicional japonés. 
Sailor Suit and Machine Gun es una película relativamente conocida en su país de origen y dio lugar a dos series de televisión que ampliaban la historia, una estrenada en 1982 y otra en 2006. Fuera de Japón, la película es popular en algunos círculos de cine de culto, pero no obtuvo gran reconocimiento por parte del público general. 
El 5 de marzo de 2016 se lanzó una secuela espiritual, Sailor Suit and Machine Gun: Graduation, dirigida por Kōji Maeda.

## Reparto
- Hiroko Yakushimaru como Izumi Hoshi
- Tsunehiko Watase como Makoto Sakuma
- Masaaki Daimon como Masa
- Shinpei Hayashiya como Hiko
- Toshiya Sakai como Mei
- Shingo Yanagisawa como Tomoo
- Tatsuya Oka como Tetsuo
- Ken Mitsuishi como Shuhei
- Yuki Kazamatsuri como Mayumi Sandaiji
- Rentaro Mikuni como Hajime Sandaiji
- Akira Emoto como el detective Kuroki
- Kazuo Kitamura como Hamaguchi
- Minori Terada como Hagiwara
- Makoto Sato como Sekine
- Katamari Fujiwara como Ryuji Hoshi
- Hiroshi Madoka como el dr. Oda
- Yosuke Saito como el detective

## Recepción
La canción principal de la película, Sailor Fuku to Kikanjū, interpretada por la actriz protagonista, Hiroko Yakushimaru, permaneció en el primer puesto del Oricon Singles Chart durante cinco semanas consecutivas, desde el 21 de diciembre de 1981 hasta el 18 de enero de 1982.

### Premios
Fue elegida como la décima mejor película en la 4ª edición del Festival de Cine de Yokohama. 
En la 5ª edición de los Premios de la Academia Japonesa, celebrada en 1982, la película recibió el Premio a la Popularidad, y Hiroko Yakushimaru fue elegida como actriz más popular del año. En la 6ª edición, celebrada en 1983, Kenichi Benitani recibió el Premio de la Academia Japonesa al mejor sonido, y Akira Emoto fue nominado a mejor actor de reparto.